# Al Jazira Sul

Localização do distrito

Al Jazira Sul é um dos sete distritos do estado de Al Jazirah, no Sudão.